# Alvise Vidolin
Alvise Vidolin (* 13. Juli 1949 in Padua) ist ein italienischer Tonregisseur, Computermusiker, Interpret elektronischer Livemusik und Musikpädagoge.

## Leben
Vidolin war 1974 Mitbegründer und seitdem Mitglied des Centro di Sonologia Computazionale (CSC) der Universität Padua, wo er auf dem Gebiet der computerunterstützten Komposition und Performance forscht und unterrichtet. Von 1976 bis 2008 war er am Conservatorio Benedetto Marcello in Venedig, von 1993 bis 2013 an der Internationalen Musikakademie der Fondacione Milano Professor für elektronische Musik. Am Konservatorium „Cesare Pollini“ in Padua leitete er von 2009 bis 2019 den Kurs für die Interpretation elektronischer Musik. An der Sommerakademie die Accademia Chiagena in Siena unterrichtete er 2016 und dann ab 2018.
Seit 1977 gab Vidolin bei der International Computer Music Conference (ICMC) der Biennale di Venezia Workshops und Konzerte für Computermusik. Als Gründungsmitglied der Associazione di Informatica Musicale Italiana (AIMI) war er von 1992 bis 1998 deren Direktor, daneben musikalischer Leiter des Centro Tempo Reale in Florenz. Bei Konzerten und Festivals arbeitete er mit Komponisten wie Claudio Ambrosini, Giorgio Battistelli, Luciano Berio, Aldo Clementi, Wolfango Dalla Vecchia, Franco Donatoni, Adriano Guarnieri, Luigi Nono und Salvatore Sciarrino bei der elektronischen Realisierung und Aufführung ihrer Werke zusammen. Vidolin ist Mitglied des wissenschaftlichen Komitees der Fondazione Archivio Luigi Nono und korrespondierendes Mitglied des Istituto Veneto di Scienze Lettere e Arti.